# 311 (バンド)
311（スリー・イレブン）は、アメリカ合衆国のミクスチャー・ロック・バンド。ネブラスカ州オマハ市出身、1988年結成。
パンク・ロックをベースにラップやレゲエなどの要素を盛り込んだ、ミクスチャー・ロックの走りともいうべきバンド。
彼らの最大の特徴はライブでのパフォーマンスにあり、チャド・セクストンとP-Nutのリズム隊2人の高い技術の演奏がこのバンドの生命線とも言える。無名時代から全米各地で精力的にライブをこなし、ファンのクチコミで徐々に知名度を上げて行ったという経緯を持つ。
1995年、セルフ・タイトル・アルバム『311』 (ブルー・アルバムとも呼ばれる)からのシングル「Down」が、MTVでのヘヴィプレイをきっかけに全米でスマッシュヒットとなり一気に知名度を上げた。その結果アルバム『311』は、全米で約300万枚を売り上げた。近年のライブにおいても、デビュー当時の曲から最新の楽曲を織り交ぜて演奏することが定番となっており、「Down」の演奏前にニック・ヘクサムが「この曲を古くからの311ファンに捧げる」とMCすることがお決まりとなっている。
バンド名の由来は、ネブラスカ州の警察で使用される、公然猥褻に対するコード・ナンバーからだが、一時期「3つの11番目のアルファベット（つまりK）」で「クー・クラックス・クラン」を表すと言う噂が流れたが、これについてはP-Nutが否定している（ビデオ『Enlaeged to Show Detail』より）。
彼らの公式ファンクラブの代表は、P-Nutの母親である。

## メンバー

### 現在のメンバー
- ニック・ヘクサム (Nick Hexum) - ボーカル、ギター (1988年- )
- SA (Douglas Martinez) - ボーカル、スクラッチ、プログラミング (1992年- )
- ティム・マホニー (Tim Mahoney) - リードギター (1991年- )
- P-Nut (Aaron Wills) - ベース (1988年- )
- チャド・セクストン (Chad Sexton) - ドラム (1988年- )

### 旧メンバー
- ジム・ワトソン (Jim Watson) - リードギター (1990年-1991年)

## ディスコグラフィ

### アルバム
| 1993                                      | ミュージック Music                             | - 発売日: 1993年2月9日 - レーベル: Capricorn - フォーマット: CD、LP、カセット、音楽配信 - 全米売上: 50万枚 | —   | - US: ゴールド    |
| 1994                                      | グラスルーツ Grassroots                        | - 発売日: 1994年7月12日 - レーベル: Capricorn - フォーマット: CD、カセット、音楽配信 - 全米売上: 50万枚    | 193 | - US: ゴールド    |
| 1995                                      | 311                                            | - 発売日: 1995年7月11日 - レーベル: Capricorn - フォーマット: CD、LP、カセット、音楽配信                   | 12  | - US: 3× プラチナ |
| 1997                                      | トランジスター Transistor                      | - 発売日: 1997年8月5日 - レーベル: Capricorn - フォーマット: CD、LP、カセット、音楽配信                    | 4   | - US: プラチナ    |
| 1999                                      | サウンドシステム Soundsystem                   | - 発売日: 1999年10月12日 - レーベル: Capricorn - フォーマット: CD、LP、カセット、音楽配信                  | 9   | - US: ゴールド    |
| 2001                                      | フロム・ケイオス From Chaos                    | - 発売日: 2001年6月19日 - レーベル: Volcano - フォーマット: CD、LP、カセット、音楽配信                     | 10  | - US: ゴールド    |
| 2003                                      | イヴォルヴァー Evolver                         | - 発売日: 2003年7月22日 - レーベル: Volcano - フォーマット: CD、音楽配信                                   | 7   |                   |
| 2005                                      | ドント・トレッド・オン・ミー Don't Tread on Me | - 発売日: 2005年8月16日 - レーベル: Volcano - フォーマット: CD、LP、音楽配信 - 全米売上: 9.1万枚           | 5   |                   |
| 2009                                      | アップリフター Uplifter                        | - 発売日: 2009年6月2日 - レーベル: Volcano - フォーマット: CD、LP、音楽配信 - 全米売上: 6万枚              | 3   |                   |
| 2011                                      | ユニヴァーサル・パルス Universal Pulse         | - 発売日: 2011年7月19日 - レーベル: 311, ATO - フォーマット: CD、LP、音楽配信                              | 7   |                   |
| 2014                                      | Stereolithic                                   | - 発売日: 2014年3月11日 - レーベル: 311 - フォーマット: CD、LP、音楽配信 - 全米売上: 4.1万枚               | 6   |                   |
| 2017                                      | モザイク Mosaic                                | - 発売日: 2017年6月23日 - レーベル: BMG - フォーマット: CD、LP、音楽配信 - 全米売上: 3.9万枚               | 6   |                   |
| 2019                                      | Voyager                                        | - 発売日: 2019年7月12日 - レーベル: BMG - フォーマット: CD、LP、音楽配信                                   | 6   |                   |
| "—"は未発売またはチャート圏外を意味する。 |                                                | |     |                   |

### ライブ・アルバム
- 『ライヴ』 - Live (1998年)
- 311 with the Unity Orchestra (2014年)

### コンピレーション・アルバム
- 『OMAHA SESSIONS』 - Omaha Sessions (1998年)
- 『フレイヴァーズ・アメリカン・シングルズ』 - Flavors - American Singles (2000年)
- 『グレイテスト・ヒッツ '93-'03』 - Greatest Hits '93-'03 (2004年)
- Playlist: The Very Best of 311 (2010年)
- 311 ARCHIVE (2015年)
- The Essential 311 (2016年)

### 参加コンピレーション・アルバム
- 『ヘンピレーション』 - Hempilation (1995年)
- 『バーニング・ロンドン』 - BURNING LONDON - The Clash Tribute Album (1999年)

### 映像作品
- Enlaeged to Show Detail (1996年)
- Enlarged to Show Detail #2 (2001年)
- Live in New Orleans 311 Day (2004年)

## 日本公演
- 1998年　VANS WARPED TOUR '98
  - 1月28日 川崎CLUB CITTA'
  - 1月29日 大阪 Bayside Jenny
- 2000年
  - 1月17日 名古屋CLUB QUATTRO
  - 1月18日 大阪CLUB QUATTRO
  - 1月19日 渋谷CLUB QUATTRO
  - 1月20日 渋谷CLUB QUATTRO
  - 1月22日 川崎CLUB CITTA'（VIBE VID LIVE）
- 2000年 サマーソニック
  - 8月5日 富士急ハイランド コニファーフォレスト
  - 8月6日 大阪WTCオープンエアスタジアム
- 2001年
  - 11月09日 Zepp Osaka
  - 11月11日、横浜アリーナに於いてSUGAR RAYとの共演が予定されていたが、アメリカ同時多発テロ事件の影響でSUGAR RAYが来日をキャンセルしたため、中止となる。
  - 11月12日 名古屋ダイアモンドホール
  - 11月13日 赤坂BLITZ
- 2006年 パンクスプリング
  - 4月1日 幕張メッセ
  - 4月2日 大阪城ホール
- 2008年 サマーソニック
  - 8月9日 大阪 舞洲
  - 8月10日 千葉マリンスタジアム
- 2009年 MTV LIVE
  - 9月26日 Zepp Tokyo
- 2010年
  - 4月2日 Zepp Nagoya パンクスプリング
  - 4月3日 Zepp Osaka パンクスプリング
  - 4月3日 幕張メッセ パンクスプリング
  - 4月6日 渋谷CLUB QUATTRO